# Алианс за мир и свобода
Алианс за мир и свобода (АМС) (на английски: Alliance for Peace and Freedom, APF) е крайнодясна политическа партия на европейско равнище, създадена на 4 февруари 2015 г.
Основните партии членки са бивши такива на вече несъществуващият Европейски национален фронт. Партията е твърдо евроскептична.
АМС поддържа контакти с консервативните кръгове в Русия и подкрепя политиката на Владимир Путин, особено при кризата в Украйна. Тя поддържа приятелски отношения със сирийското правителство на партията Баас. АМС също така поддържа контакти с бившия лидер на френския Национален фронт Жан-Мари льо Пен.

## Членове
| Държава        | Партия                                    | Абревиатура | Евроместа | Национални |
| -------------- | ----------------------------------------- | ----------- | --------- | ---------- |
| Белгия         | Фландски идентисти                        | ФИ          | 0 / 12    | 0 / 87     |
| Белгия         | Национално движение                       | НД          | 0 / 8     | 0 / 63     |
| Чехия          | Работническа партия                       | РП          | 0 / 21    | 0 / 200    |
| Дания          | Партия на датчаните                       | ПД          | 0 / 13    | 0 / 179    |
| Германия       | Националдемократическа партия на Германия | НПГ         | 1 / 96    | 0 / 630    |
| Гърция         | Златна зора                               | ЗЗ          | 3 / 21    | 18 / 300   |
| Италия         | Нова сила                                 | НС          | 0 / 73    | 0 / 630    |
| Словакия       | Котлеба - Народна партия „Наша Словакия“  | НПНС        | 0 / 13    | 14 / 150   |
| Испания        | Национална демокрация в Испания           | НДИ         | 0 / 54    | 0 / 350    |
| Великобритания | Британска обединена партия                | БОП         | 0 / 73    | 0 / 650    |

## Присъединени партии
- Кипър – Национален народен фронт (ННФ)
- Франция – Френска националистическа партия (ФНП)

## Бивши членове
Швеция – Партия на шведите (ПШ) (закрита през май 2015 г.)